# NGC 208

NGC 208

NGC 208 أو إن جي سي 208 هي مجرة حلزونية تبعد عن النظام الشمسي حوالي 229 مليون سنة ضوئية في كوكبة الحوت. تم اكتشافها في 5 أكتوبر 1863 على يد ألبرت مارث.

## وصلات خارجية
- NGC 208 على موقع ويكي سكاي: DSS2, SDSS, GALEX, IRAS, Hydrogen α, X-Ray, Astrophoto, Sky Map, Articles and images
- SEDS